# Portoferraio
Portoferraio (Ferajo in dialetto elbano) è un comune italiano di 11 754 abitanti della provincia di Livorno, in Toscana.

## Geografia fisica

### Territorio
- Classificazione sismica: zona 4 (sismicità molto bassa), Ordinanza PCM 3274 del 20/03/2003

### Clima
- Classificazione climatica: zona C, 1025 GR/G
- Diffusività atmosferica: alta, Ibimet CNR 2002

## Storia

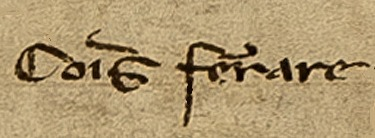
Co(mun)is Fer(r)are, documento pisano del 1289 relativo a Ferraia (Portoferraio)

Secondo Apollonio Rodio, il luogo dove sbarcarono gli Argonauti di Giasone, poiché stavano cercando Circe, si chiamava Porto Argo (Argòos limèn, Ἀργῳος λιμὴν; da argós [ἀργός], «bianco», in riferimento alle locali scogliere e spiagge di aplite tormalinifera biancastra) ed è oggi localizzato presso la spiaggia delle Ghiaie. Nell'area si trovano i resti di due ville marittime romane (villa delle Grotte e villa della Linguella) che testimoniano un'assidua frequentazione in età imperiale. Secondo una tradizione letteraria del XVIII secolo, peraltro non attestata da alcun riferimento storico e documentale, in età romana il sito si sarebbe chiamato Fabricia - da cui Borghi Fabbricii - in riferimento alle antiche lavorazioni siderurgiche presenti nella zona. Già dal XVIII secolo furono rinvenute tracce di un insediamento romano presso l'attuale centro storico di Portoferraio; murature in opus reticulatum e opus sectile, lastre di piombo, denarii e tracce di almeno due piccole necropoli collocate presso i Mulini e gli Altesi. In un documento del 1548 si descrive un probabile teatro situato tra il Forte Falcone e il Forte Stella, oltre al ritrovamento di una testa in marmo raffigurante un giovane satiro presso l'attuale Piazza Padella e di tre grandi teste marmoree nella Villa romana della Linguella (due maschili ed una femminile), poi inviate al granduca Cosimo I in Firenze.
Il toponimo Ferraia o Ferraria è documentato a partire dal 1278 e trae origine dalle attività siderurgiche presenti nell'area sin da epoca etrusco-romana. Il circondario di Ferraia (il cui comune è documentato dal 1289) fu pesantemente colpito nel 1544 dalla flotta di Khayr al-Din Barbarossa, con la distruzione del vicino fortilizio di Montemarsale e della pieve medievale dei Santi Giovanni e Silvestro. Successivamente, il distretto di Ferraia fu ceduto dagli Appiano per ordine dell'imperatore Carlo V ai Medici nel 1547. In cartografie del XVI secolo si registra una mutazione del nome in Ferraio.

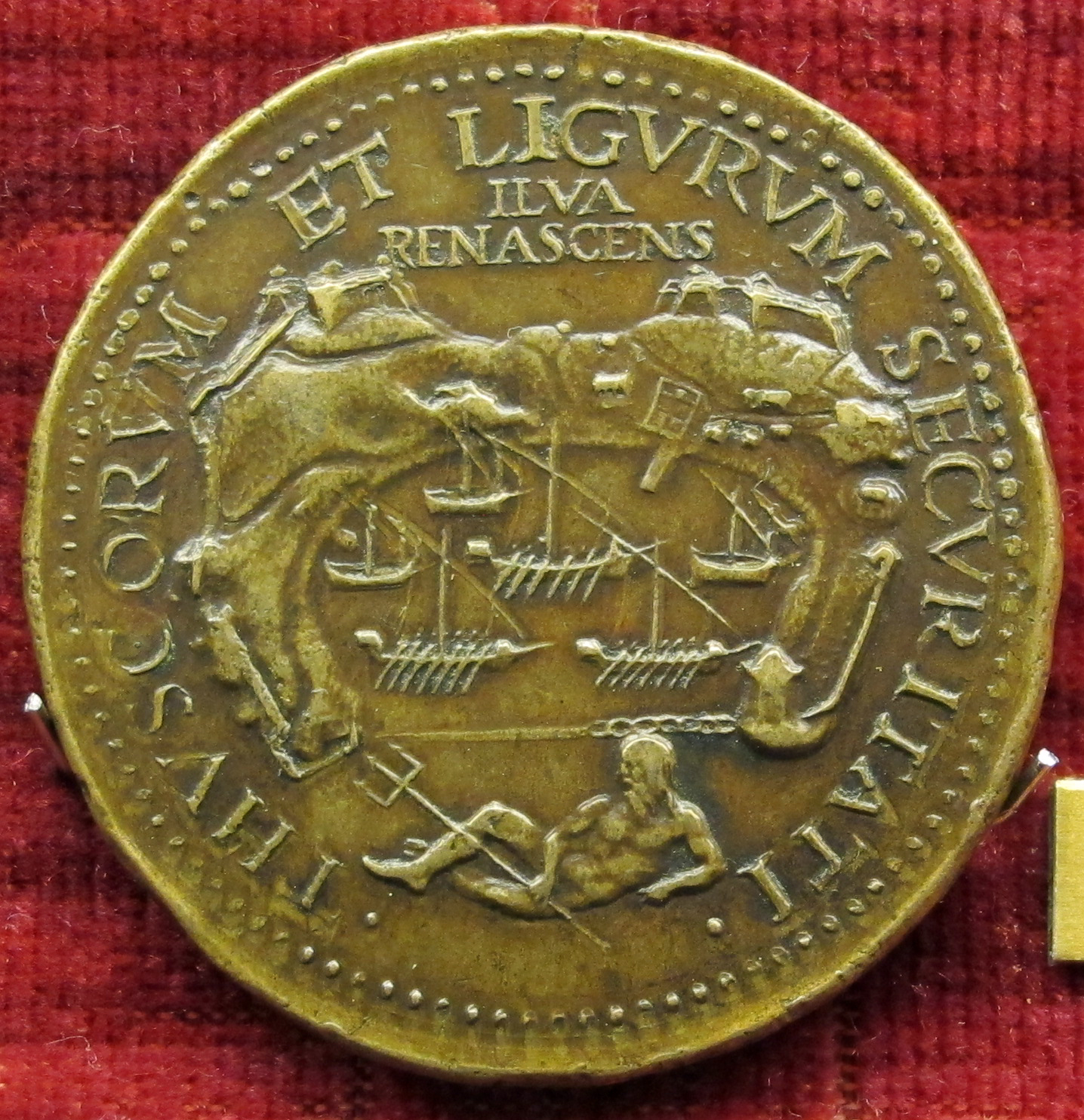
Il porto di Portoferraio su una medaglia medicea di Domenico Poggini (1555), in cui è visibile il dio Nettuno presso la catena che chiudeva il porto

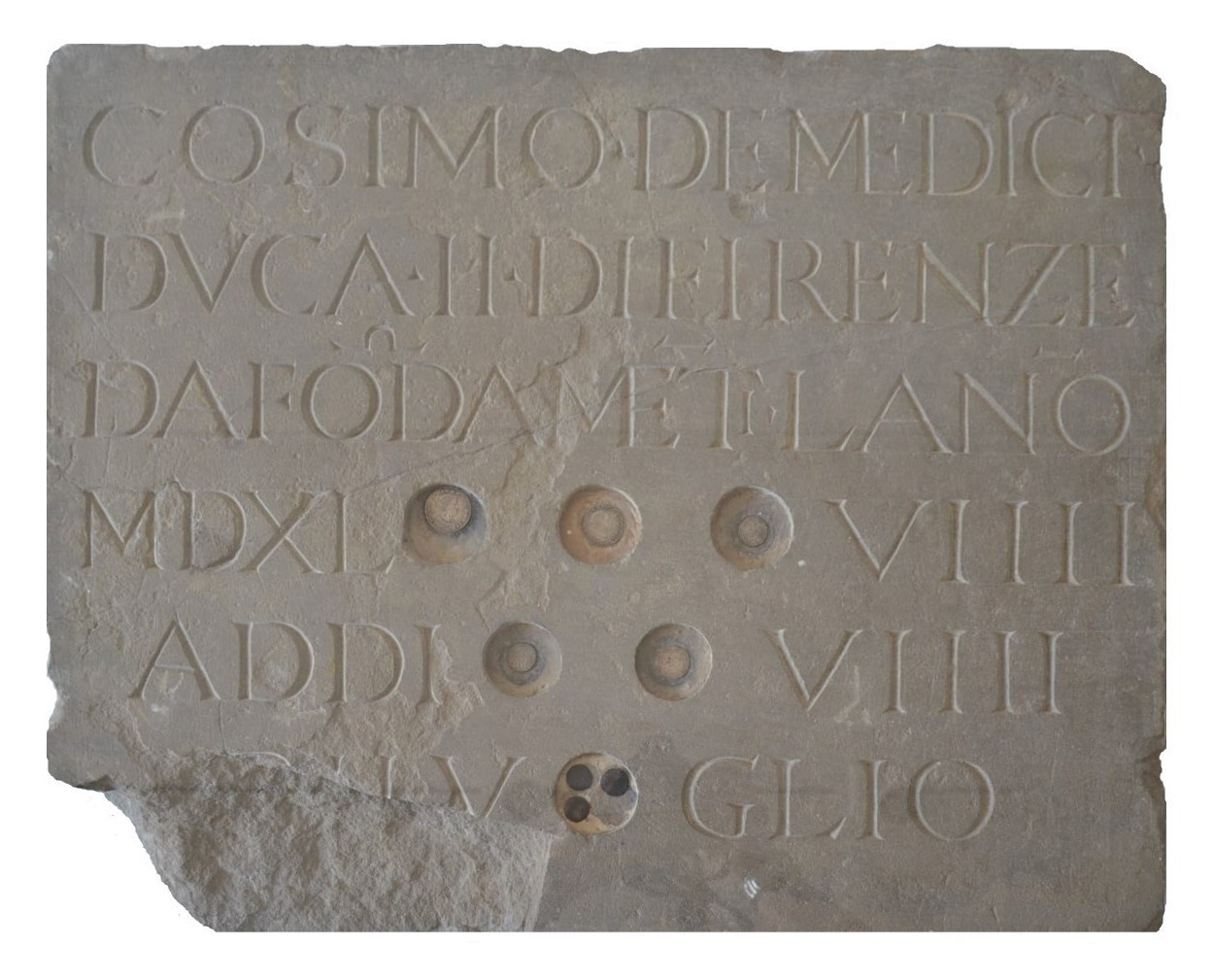
Pietra di fondazione del Forte Falcone (9 luglio 1549)

Portoferraio fu rifondata per volere di Cosimo I granduca di Toscana nel 1548, affidando all'architetto Giovanni Camerini la progettazione di una città fortificata simbolicamente chiamata Cosmopoli («Città di Cosimo»). Al limite occidentale della darsena fu realizzata la Torre del Gallo, che deve il proprio nome all'antica presenza, sulla sua sommità, di un gallo in bronzo dorato opera dello scultore Giambologna, che simboleggiava la «nuova alba» della città fortificata di Cosmopoli; tale scultura venne trafugata alla fine del XVIII secolo. Per motivi di sicurezza, la darsena veniva periodicamente chiusa con una lunga catena di circa 125 metri che partiva dalla Torre del Gallo e terminava alla Torre della Linguella. La città fortificata riuscì a resistere agli attacchi franco-turchi di Dragut del 1553 e del 1555. Nel 1576 Tommaso Porcacchi scrisse che il granduca «ha fatto fabricare una città che da tutte tre le parti di fuora circonda con le fortissime sue mura quell'isola, che par distaccata dall'Elba; e dal nome suo l'ha chiamata Cosmopoli». La nuova città fu concepita come presidio militare con lo scopo di difendere le coste toscane nonché come sede dei Cavalieri di Santo Stefano, e nel 1583 venne così descritta da Giovan Battista Adriani: «Il poggio più elevato, che signoreggia e scuopre tutto il porto, fu chiamato il Falcone: l'altro men rilevato dalla forma della fortezza secondo la qualità del sito hebbe nome la Stella, spargendo le sue fortificazioni qua e là a guisa di razzi. Parimente fermarono un bastione sopra la bocca del porto, il quale fu chiamato dalla forma Linguella». L'epigrafe marmorea che il granduca fece apporre sulla cosiddetta Porta a Mare, l'ingresso principale del porto, descrive infatti la fondazione della nuova città: «Templa, moenia, domus, arces, portum Cosmus florentinorum dux a fundamentis erexit a. D. MDXXXXVIII».

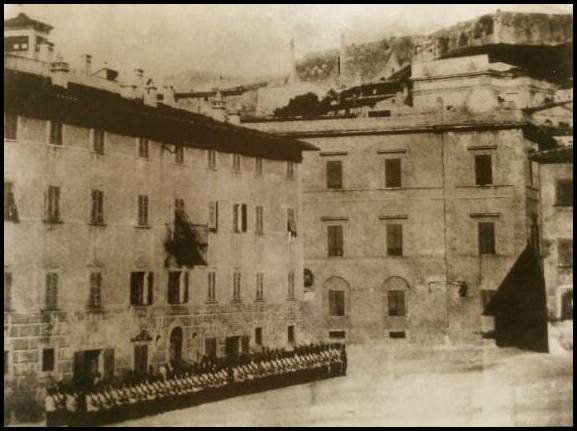
Il primo dagherrotipo scattato all'isola d'Elba (1855 circa), raffigurante la gendarmeria del granduca Leopoldo II a Portoferraio

La città, exclave toscana nel Principato di Piombino, all'inizio era poco più che un insieme di fortificazioni (ancora tutt'oggi visitabili e ben conservate), come i tre forti: Forte Stella, Forte Falcone e la Linguella (mentre Forte Inglese fu realizzato successivamente - sui resti del Forte San Giovanni, demolito nel 1738 - per rinforzare la cittadina in vista dell'assedio della flotta britannica) e la bellissima cinta muraria, i cui resti, tuttora in buono stato e resi abitabili, circondano il centro storico di Portoferraio.

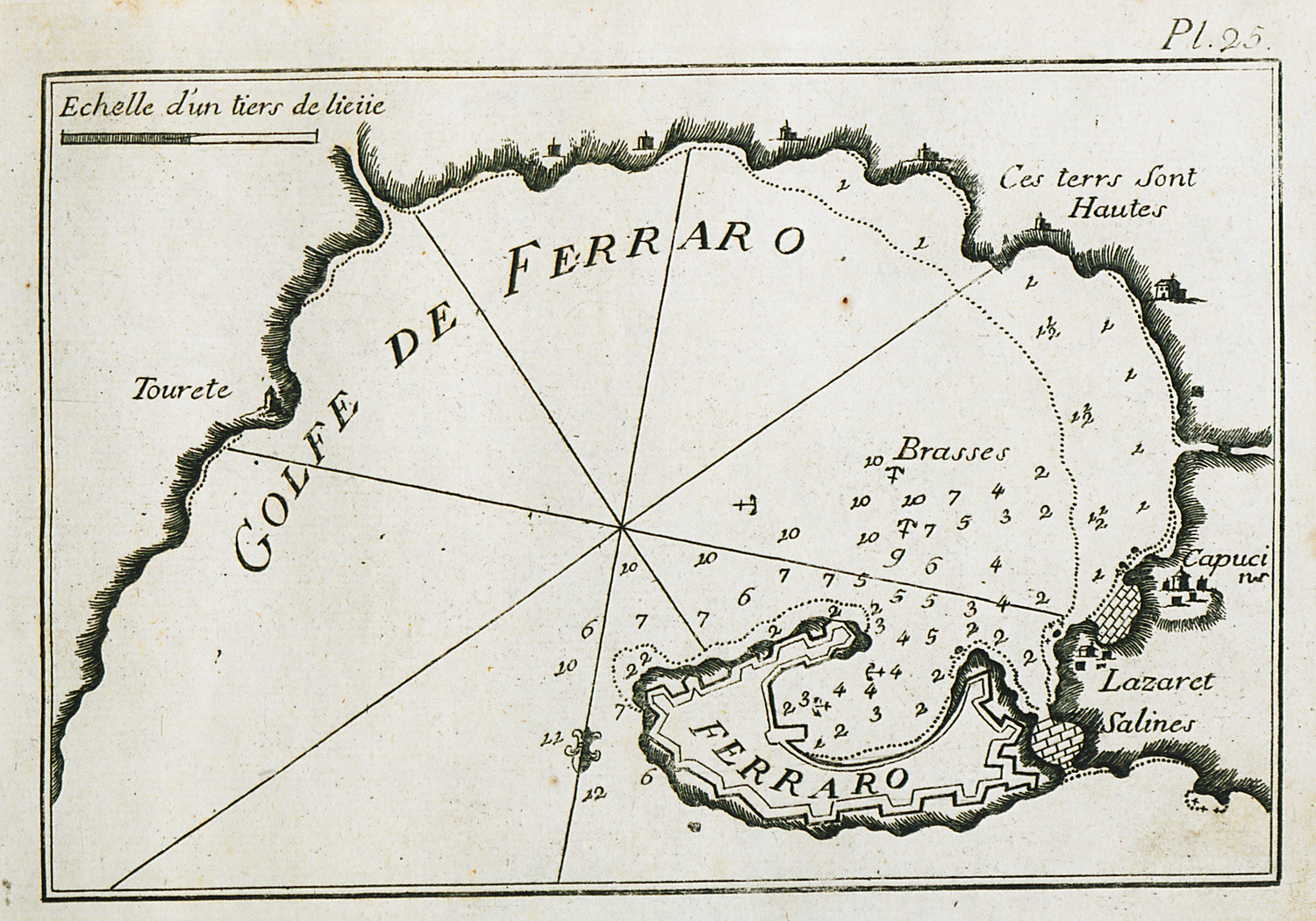
Portoferraio in una cartografia di Joseph Roux (1795)

Ancora oggi è in gran parte visibile l'imponente cortina di bastioni che dalla rada si eleva fino al Forte del Falcone (Bastione della Cornacchia a difesa dell'antica Porta a Terra, Bastione delle Palle di sotto che dalla Porta degli Altesi dava accesso al superiore Bastione delle Palle di sopra, Cortina degli Altesi, Bastione del Veneziano, Opera del Raggione, Opera del Cavaliere, Tanaglia sotto il Falcone, Opera nuova, Opera di Santa Fine, Batteria degli Spagnoli di fronte alla spiaggia delle Ghiaie). Nel 1694, ad opera del governatore Mario Tornaquinci, fu realizzato il cosiddetto Ponticello, una struttura - poi demolita nel gennaio 1925 - sul fossato artificiale che separava la città fortificata dal resto dell'isola. Nell'anno 1700 furono lastricate le vie del centro storico, per volere del governatore Benedetto Guerrini, con bozze irregolari di calcare compatto rosato estratto nelle cave marittime di Punta Pina e Punta degli Scalpellini, i due promontori che chiudono la vicina insenatura di Bagnaia. Tale caratteristica, nel passato, ha suggerito l'epiteto di «Città rosa» dato a Portoferraio.

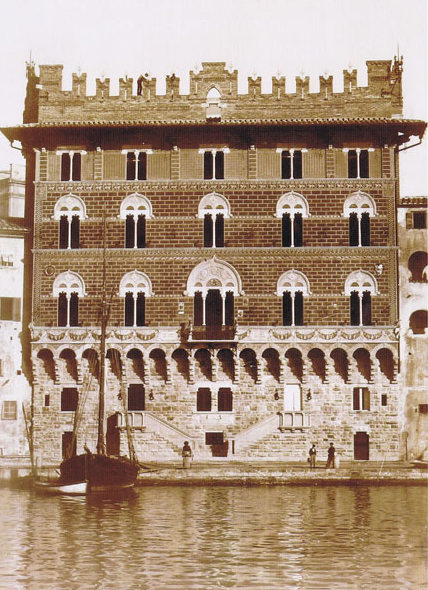
Il Palazzo dei Merli in un'immagine del 1904

Nel piccolo promontorio roccioso di bianca aplite tormalinifera ad ovest della città (chiamato Capo Bianco di Dentro per distinguerlo dal Capo Bianco di Fuora, l'attuale Capo Bianco) fu realizzato il Lazzaretto che successivamente venne trasformato, nel 1803, in una strategica fortezza francese detta Fort Saint-Cloud; questa fu demolita nel 1900 con l'impianto dello stabilimento siderurgico dell'Ilva.
La città rimase sotto il controllo del Granducato di Toscana fino al XVIII secolo quando l'isola, per la sua posizione strategica, fu al centro di una guerra tra Francia, Austria e Inghilterra. Con un decreto del 1702, il governatore Alessandro Del Nero istituì la realizzazione di un ghetto presso il Forte Stella, nella strada che poi prese il nome di via degli Ebrei. Durante il XVIII secolo fu impiantata una delle tre tonnare dell'Elba, che si estendeva tra il Forte Stella e l'abitato di Bagnaia. Nel 1801 Portoferraio fu al centro di un lungo assedio tra la marina francese e quella anglo-toscana, che risultò vittoriosa, sebbene l'isola fu poi ceduta alla Francia. Nell'aprile 1814, con il Trattato di Fontainebleau, l'isola fu affidata a Napoleone Bonaparte come sede del suo primo esilio. Napoleone scelse Portoferraio come capoluogo dell'isola; nella città sono ancora presenti e visitabili le due ville che furono sua residenza, quella di San Martino e la Villa dei Mulini. Fu grazie al regno dell'imperatore francese, seppur breve (1814-1815), che Portoferraio crebbe in importanza e modernità in maniera esponenziale, come tutta l'isola del resto, grazie alle infrastrutture create e alla valorizzazione delle miniere di ferro di Rio Marina. In questo periodo Portoferraio divenne il porto adibito al trasporto del ferro dalle miniere elbane al continente, e da ciò deriva il nome attuale. Successivamente Portoferraio tornò sotto il dominio del Granducato di Toscana fino all'unità d'Italia nel 1860. Nei «Bagni penali» della città fu rinchiuso Giovanni Passannante, a causa di un attentato nei confronti di Umberto I di Savoia.
Il 13 dicembre 1900, per interessamento dell'onorevole Pilade Del Buono, fu posta la prima pietra di un quartiere siderurgico con altiforni della società Ilva, poi distrutto durante i bombardamenti della seconda guerra mondiale; l'Ilva acquistò dal Demanio l'area delle vecchie saline per un costo di 140 000 lire. Tra il 1902 e il 1904 l'architetto Adolfo Coppedè progettò a Portoferraio alcuni importanti edifici, come il Palazzo dei Merli (1904) poi distrutto dai bombardamenti alleati del marzo 1944, il Palazzo degli Altiforni (1904) e la Fattoria di San Martino (1902).

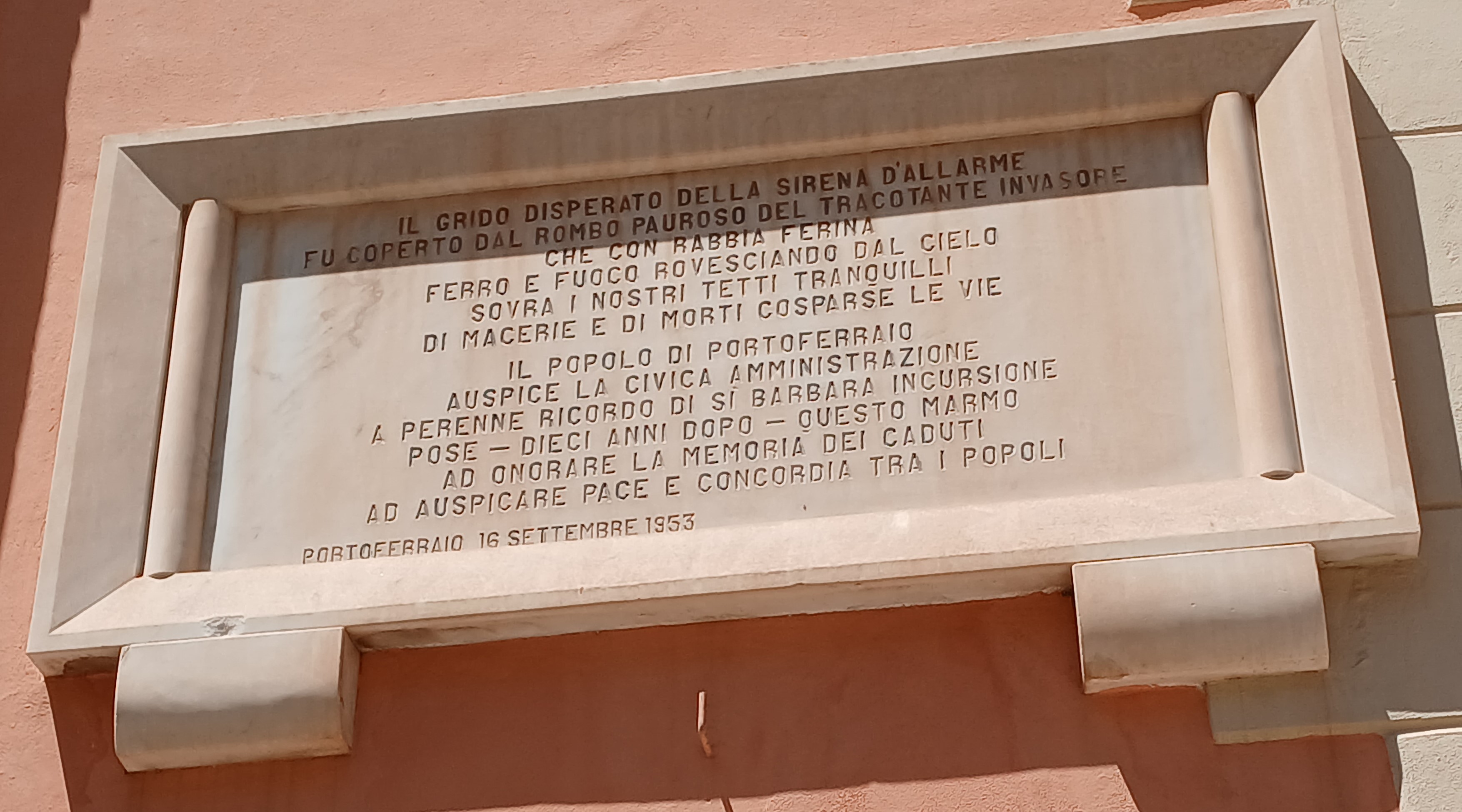
Lapide commemorativa del bombardamento tedesco del 16 settembre 1943 su Portoferraio

Durante la seconda guerra mondiale Portoferraio — che possedeva un rifugio antiaereo a due gallerie sotto lo stabilimento siderurgico dell'Ilva — subì vari bombardamenti; tra i maggiori si ricorda quello ad opera della Luftwaffe (16 settembre 1943) con dieci Junkers Ju 88 decollati dall'Aeroporto di Viterbo, che provocò 47 vittime tra civili e militari. A dieci anni di distanza fu posta dal comune una lapide commemorativa in ricordo della tragedia.
Portoferraio conobbe successivamente un periodo economicamente stabile, come tutta l'isola, grazie alle miniere di ferro fino agli inizi degli anni settanta, quando l'industria del ferro entrò in crisi. Nel 1958, nell'area portuale di Portoferraio, fu realizzata dall'architetto Emilio Isotta la cosiddetta «Palazzata a mare», che con il suo contestato grattacielo caratterizzato da guglie metalliche doveva simbolicamente evocare il passato siderurgico della cittadina.
Nonostante la chiusura delle miniere di ferro all'Elba (1981), Portoferraio, grazie alle sue spiagge, seppe riciclarsi nell'industria del turismo che ancora oggi rappresenta la principale fonte di ricchezza.

### Simboli
Nel XVI secolo adottò come primo emblema il giglio fiorentino circondato dalle palle medicee. In seguito fu cambiato con la figura di un veliero vogante nel mare con l'unica vela gonfia di vento, alludente al «porto» del nome. Anche se non blasonata, sul pennone del veliero è raffigurata una lunga banderuola coi colori nazionali. Lo statuto comunale lo descrive semplicemente «di cielo, con veliero fluttuante sopra un mare al naturale.» Il gonfalone è un drappo «di colore azzurro con lo stemma comunale circondato da ramo di quercia e di alloro e sormontato da corona turrita.»

## Monumenti e luoghi d'interesse

### Architetture religiose

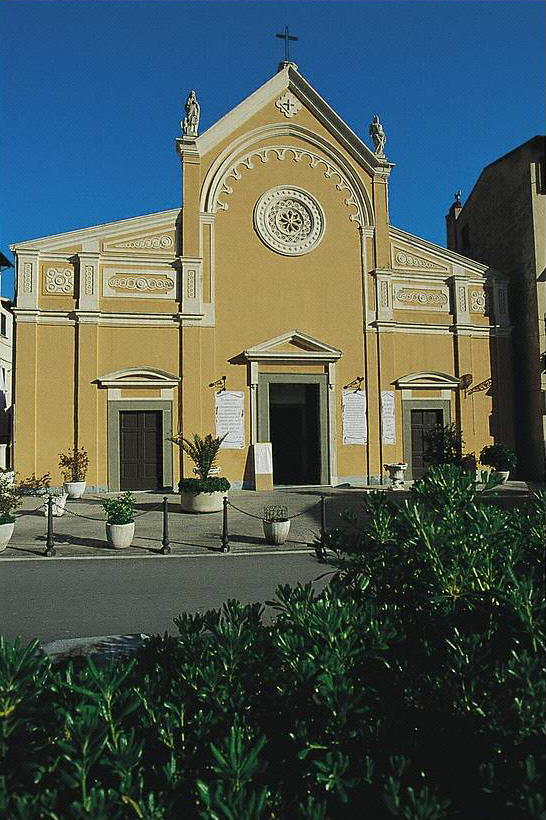
Duomo di Portoferraio

- Propositura della Natività di Maria
- Chiesa di San Cristino o della Misericordia
- Chiesa di San Marco alle Grotte
- Chiesa di Santo Stefano alle Trane
- Cappella dell'Annunziata
- Chiesa del Santissimo Sacramento
- Chiesa di San Rocco
- Grotta di San Mamiliano (Isola di Montecristo)
- Monastero di San Mamiliano (Isola di Montecristo)

### Architetture civili

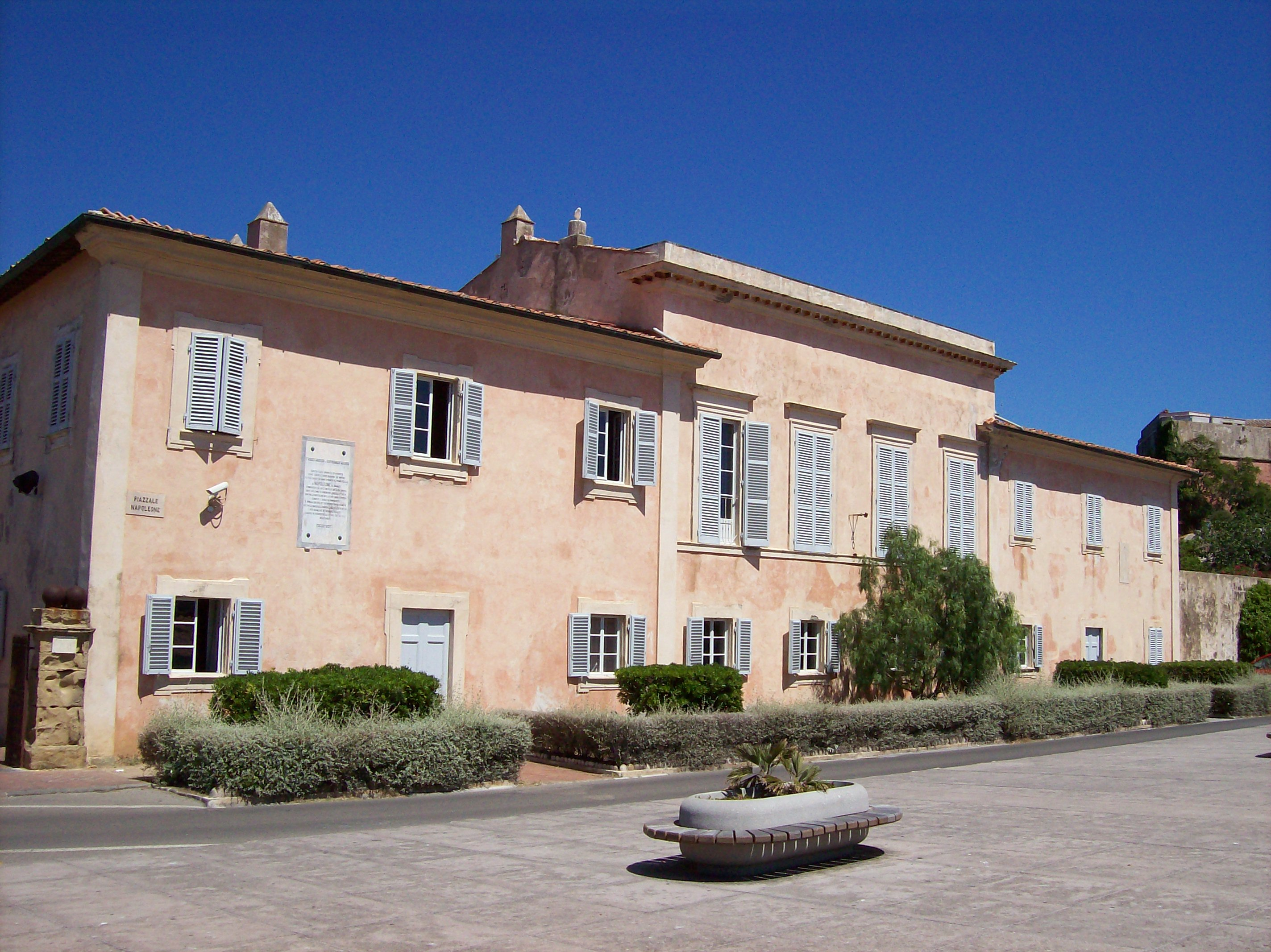
Palazzina dei Mulini

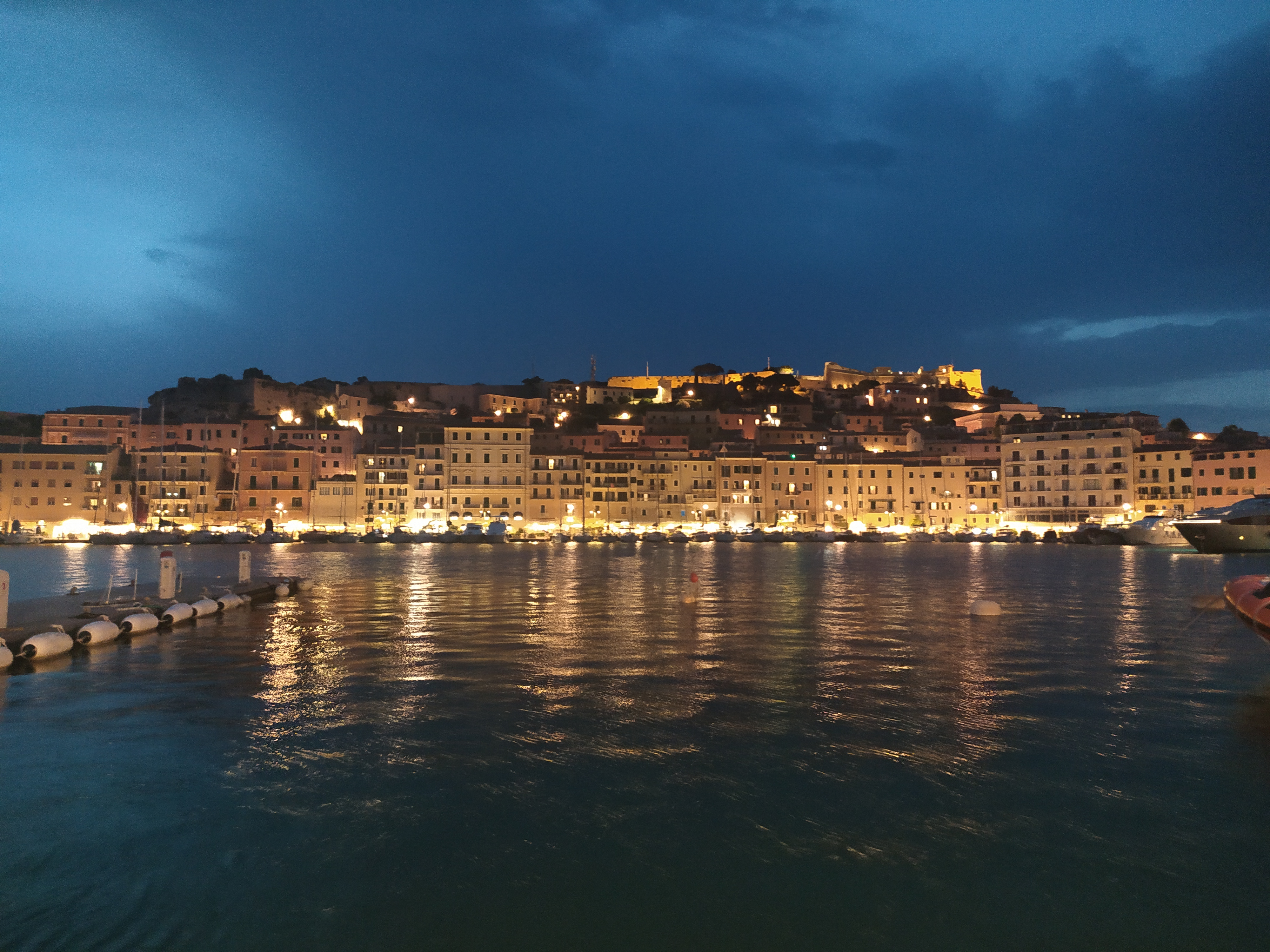
Veduta notturna

#### Palazzi
- Ville Napoleoniche di Portoferraio
  - Palazzina dei Mulini
  - Villa di San Martino
- Palazzo della Biscotteria, ora Palazzo del Municipio
- Villa Bigeschi

#### Fari
- Faro di Portoferraio, sul Forte Stella
- Faro del moletto della Sanità, sulla Torre del Gallo
- Faro del porto di Portoferraio, sulla Torre della Linguella
- Faro dello Scoglietto di Portoferraio, sullo Scoglietto di Portoferraio
- Faro dello Scoglio d'Africa, sulla Formica di Montecristo

### Architetture militari
- Forte Stella
- Forte Falcone
- Fortezza del Volterraio
- Torre del Gallo
- Torre della Linguella

### Siti archeologici
Nel territorio del comune di Portoferraio si trovano alcuni resti archeologici risalenti a età differenti, prevalentemente etrusco-romana e medievale.
- Insediamento etrusco di Castiglione di San Martino
- Insediamento etrusco di Monte Fabbrello
- Insediamento etrusco di Monte Puccio
- Necropoli di Casa del Duca
- Villa romana delle Grotte
- Villa romana della Linguella
- Latrano
- Montemarsale
- Quire

### Aree naturali
- Parco nazionale dell'Arcipelago Toscano

#### La foca monaca a Portoferraio
In una grotta marina nei pressi della spiaggia delle Viste, sottostante la napoleonica palazzina dei Mulini, almeno dal 1871 sino ai primi decenni del XX secolo era accertata la presenza della foca monaca.

## Società

### Evoluzione demografica
Abitanti censiti

### Etnie e minoranze straniere
Secondo i dati ISTAT al 31 dicembre 2018 la popolazione di Portoferraio era per circa il 92,08% di cittadinanza italiana. La popolazione straniera residente ammontava a 951 persone, il 7,92% della popolazione. Le nazionalità maggiormente rappresentate in base alla loro percentuale sul totale della popolazione residente erano:
1. Romania, 151 – 1,26%
2. Marocco, 108 – 0,90%
3. Ucraina, 96 – 0,80%
4. Moldavia, 90 – 0,75%
5. Germania, 80 – 0,67%
6. Albania, 59 – 0,49%

### Religione
La maggioranza della popolazione è di religione cristiana di rito cattolico. Le parrocchie del comune appartengono alla Diocesi di Massa Marittima-Piombino.

#### La comunità ebraica

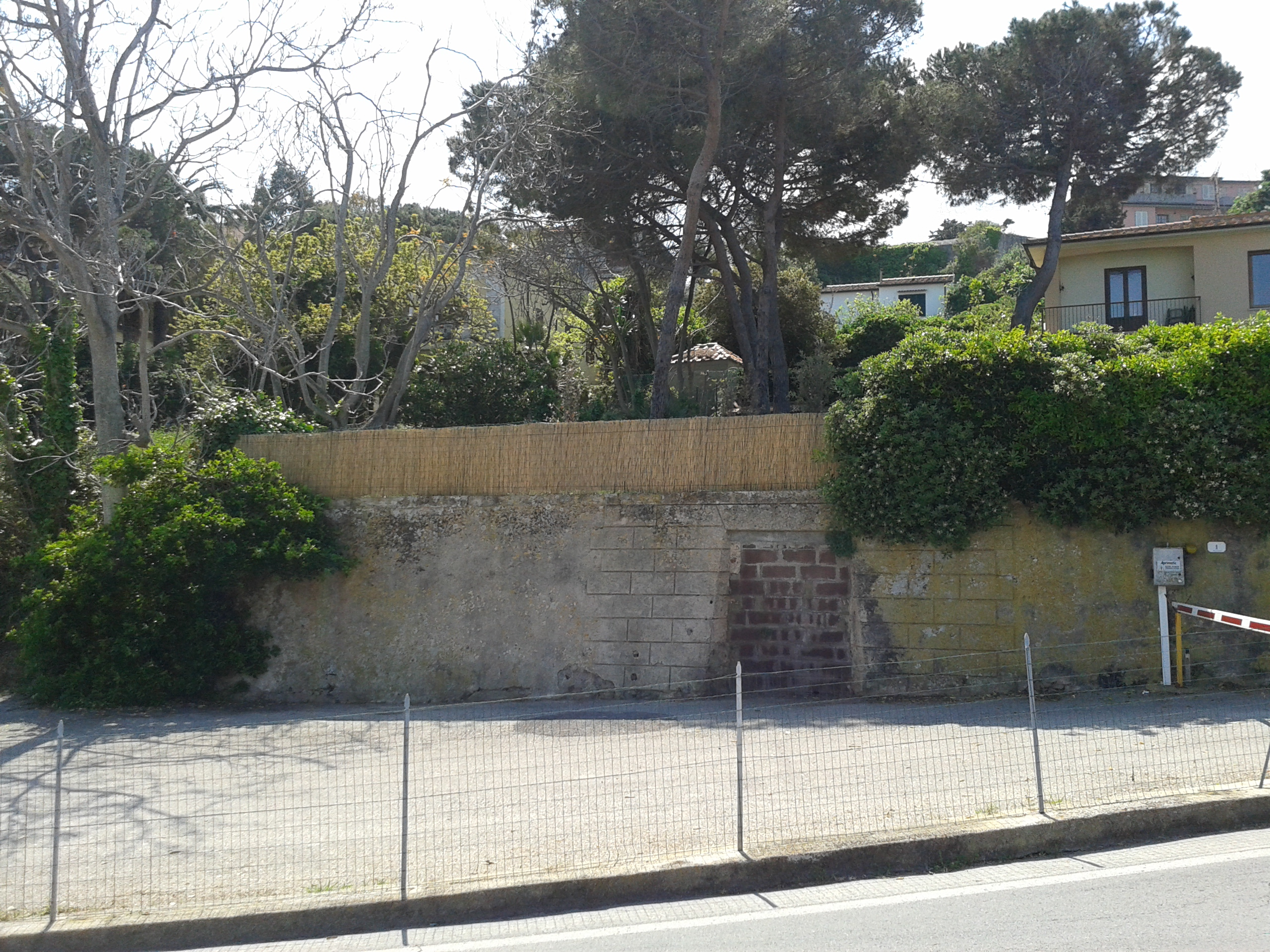
Muro di cinta e ingresso murato del cimitero ebraico in via de Gasperi 1

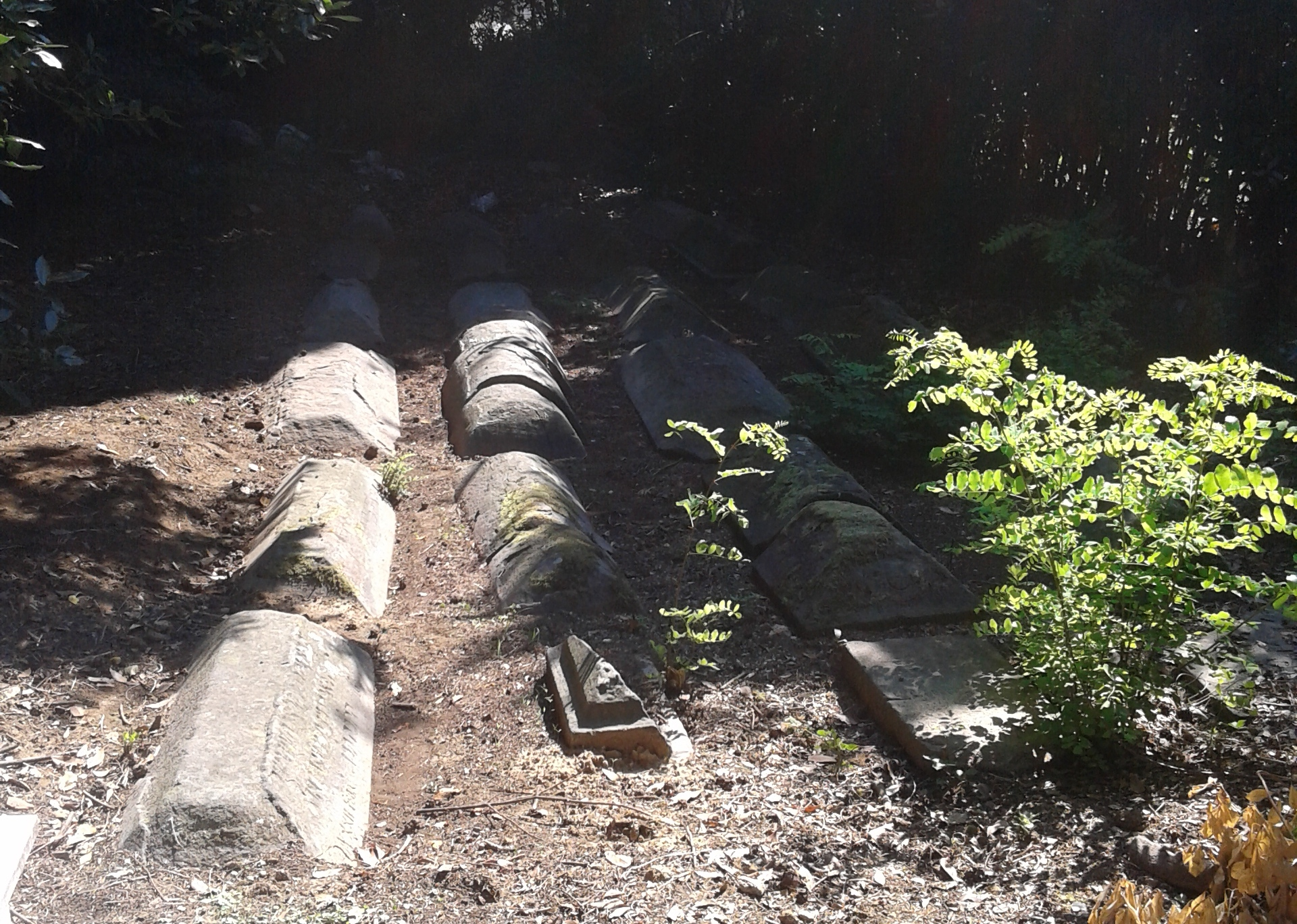
Tombe ebraiche di Portoferraio trasferite nel Cimitero dei Lupi di Livorno

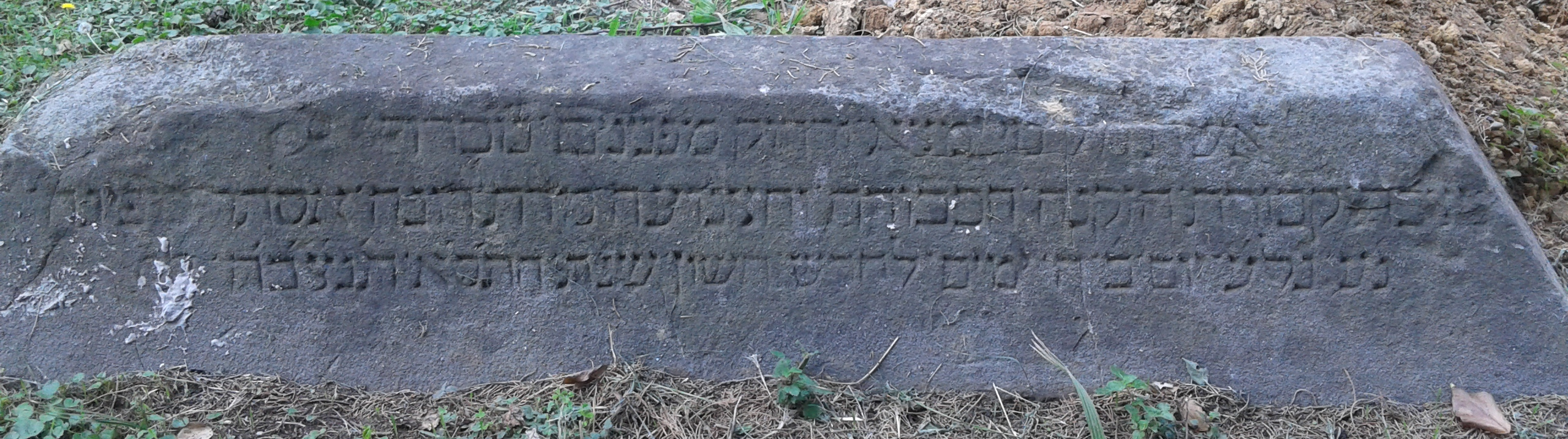
Tomba proveniente dal cimitero degli Ebrei di Portoferraio. Traduzione: «Una donna di valore chi la troverà? Ben superiore alle perle è il suo valore! Pietra sepolcrale dell'anziana, onorata e modesta signora Dona Ester da Pisa. Il suo riposo sia nell'Eden, dipartita il giorno di lunedì 5 del mese di Cheshwan dell'anno 5465 (5 novembre 1704). Sia la sua anima legata nel fascio della vita».

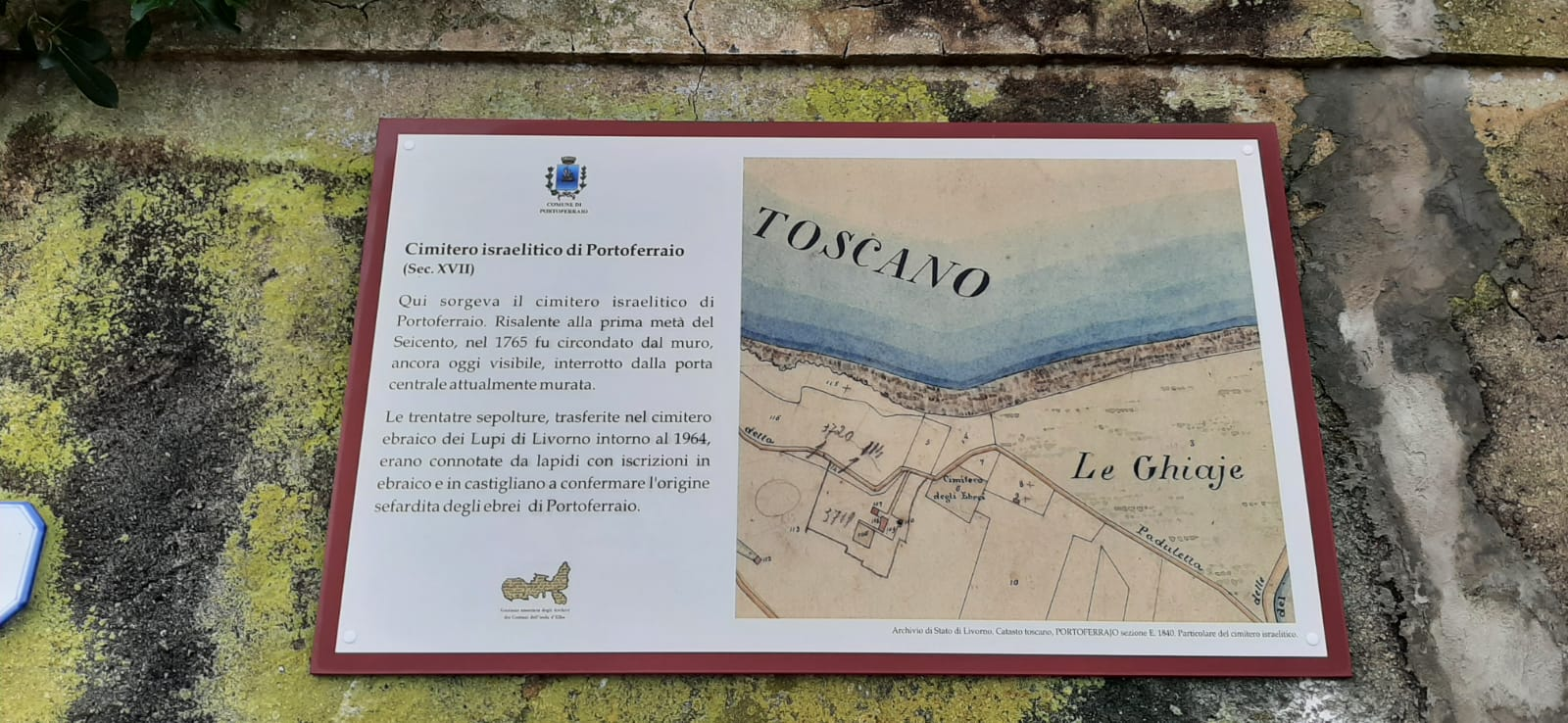
Pannello posto sul muro di cinta del cimitero israelitico di Portoferraio il 27 gennaio 2023

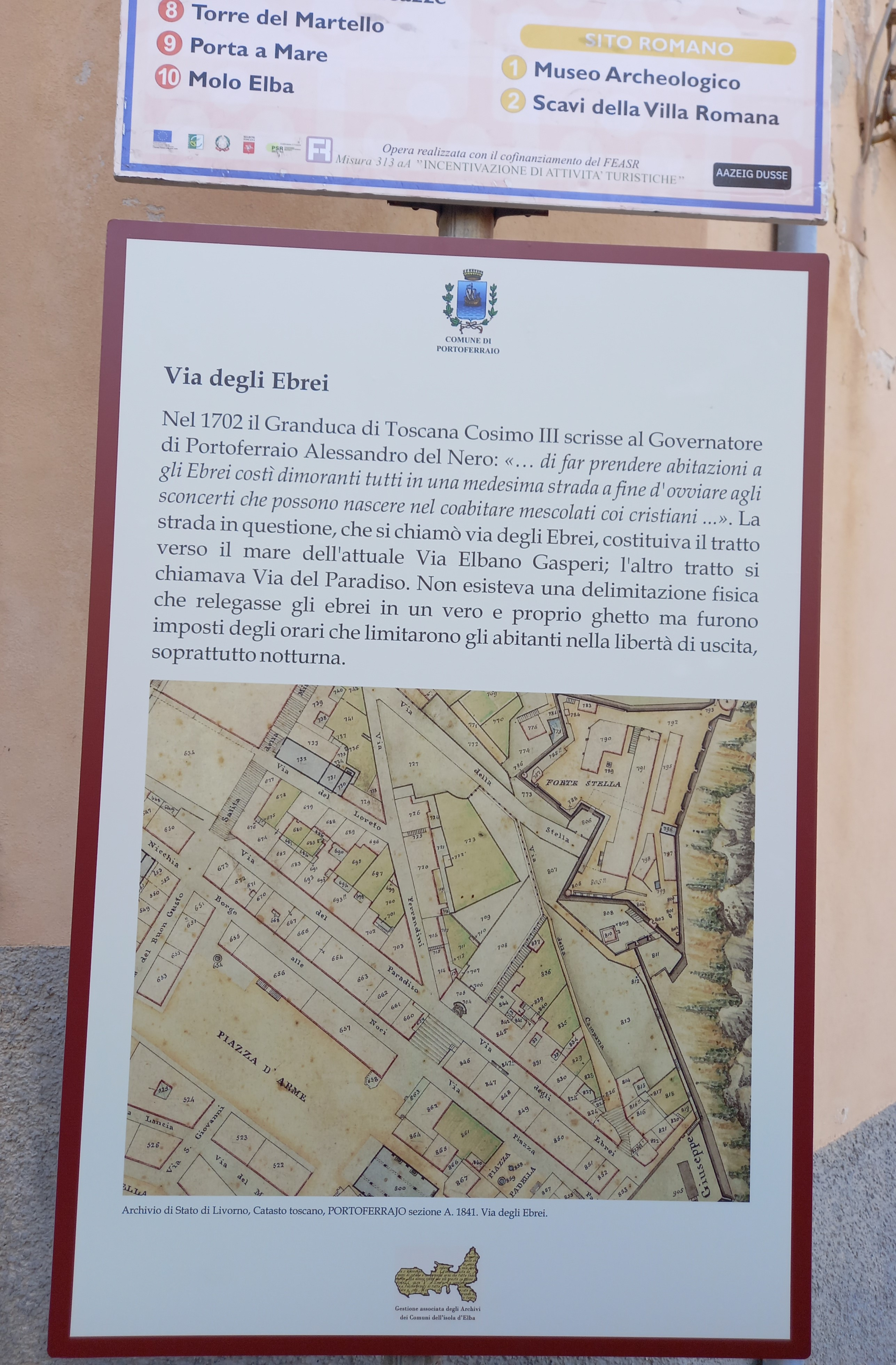
Pannello posto in via Elbano Gasperi, già via degli Ebrei il 27 gennaio 2023

I primi ebrei si stabilirono a Portoferraio all'inizio del XVII secolo, in seguito all'editto di Cosimo I de Medici che nel 1556 concesse particolari privilegi a tutti coloro che venissero ad abitare a Cosmopoli e alle lettere patenti, denominate poi La livornina, con cui Ferdinando I de' Medici nel 1593 concesse ulteriori privilegi ai mercanti stranieri, in particolare ebrei, che volessero stabilirsi nei nuovi porti liberi dell'isola d'Elba e di Livorno. La prima sinagoga fu costruita tra il 1631 e il 1632. Il numero iniziale era poco superiore alle dieci famiglie e all'inizio del XVIII secolo la comunità ebraica superò le 50 persone.
Per la sepoltura fu autorizzato nel 1765 di circondare con un muro il campo destinato a cimitero: esso sorgeva oltre il fosso del Ponticello dietro la spiaggia delle Ghiaie, a est dell'attuale Hotel Villa Ombrosa. È ancora visibile il muro di cinta con la porta centrale murata. Fino al 1954 sopra la porta vi era la scritta «Cimitero Israelitico». Nel 1964 le tombe ancora esistenti nel cimitero, circa quaranta con iscrizioni in ebraico e castigliano dal 1646 alla fine del XIX secolo, furono trasferite al cimitero ebraico dei Lupi di Livorno e il terreno sconsacrato e venduto dalla Comunità Ebraica di Livorno ad un confinante. Attualmente è utilizzato come giardino della villa retrostante.
Nel 1702 gli ebrei di Portoferraio furono confinati su suggerimento del Granduca nella parte terminale dell'odierna via Elbano Gasperi, che fino ai primi del XX secolo era appunto chiamata via degli Ebrei, costituendo un piccolo ghetto, dal quale gli ebrei non potevano uscire dopo l'una di notte. Intorno alla stessa data fu vietato ad Abramo di Isaac Pardo di costruire una nuova sinagoga, costringendolo a costruirla in un orto dietro casa sua sotto il Forte Stella. Nella sinagoga si festeggiavano tutte le funzioni ebraiche e vi arrivavano ebrei da Piombino, dalla Maremma e dal resto dell'isola d'Elba. Le autorità ecclesiastiche cercavano di isolare la comunità ebraica impedendo ai cristiani di avere rapporti con essa. Particolari restrizioni riguardavano le nutrici e le balie che dovevano avere il permesso del Vicario Foraneo ma anche tutti gli altri lavoratori.
Nel 1826 il governatore preparò un progetto di regolamento della comunità su domanda di una decina di capifamiglia ebrei che fu approvato dal Granduca Leopoldo II con la nomina di due massari che rappresentavano la comunità. Dalla seconda metà del XVIII secolo la comunità ebraica andò riducendosi a causa del peggioramento delle condizioni economiche dell'Elba con la smobilitazione delle guarnigioni militari dopo la pace con l'Impero Ottomano e la soppressione della compagnia urbana composta di 180 uomini.
Ai primi del '900, con la costruzione dello stabilimento siderurgico, nuove famiglie ebraiche arrivarono sull'isola. Con le leggi razziali e le persecuzioni anche queste lasciarono l'isola. Come scrisse Alfonso Preziosi nel volume citato, «in genere gli Ebrei trovarono all'Elba un'oasi di pace sotto la protezione dei privilegi dei Medici e dei Lorena, svolgendo la loro attività commerciale con i porti dell'Oriente».
Il 27 gennaio 2023, in occasione della Giornata della Memoria, il sindaco di Portoferraio ha presenziato alla posa di due pannelli storico-informativi sul muro di cinta del cimitero e in via Elbano Gasperi dove si trovava il Ghetto in ricordo della presenza degli ebrei.

## Cultura

### Musei
- Museo della Palazzina dei Mulini
- Museo della Villa di San Martino
- Pinacoteca Foresiana
- Museo archeologico della Linguella
- Museo della Misericordia (Portoferraio)

### Teatri
- Teatro dei Vigilanti

### Media

#### Stampa
A Portoferraio è presente la redazione locale de Il Tirreno, quotidiano molto diffuso in buona parte della Toscana con molte redazioni locali.

#### Televisione
A Portoferraio ha sede l'emittente televisiva privata Tele Elba.

## Geografia antropica

### Frazioni
Oltre alla città capoluogo di Portoferraio (4 m s.l.m., 8 296 abitanti), sono compresi nel territorio comunale vari centri abitati. Lungo la costa occidentale del comune sono situate le frazioni di Viticcio (20 m, 37 ab.), Biodola e Scaglieri (10 m, 80 ab. complessivi); mentre lungo la costa orientale si trovano le frazioni di San Giovanni (2 m, 695 ab.), Magazzini (1 m, 176 ab.) e Bagnaia (3 m, 30 ab.), quest'ultima compresa per metà nel comune di Rio.

### Altre località del territorio
In tutto il territorio comunale si trovano inoltre numerose borgate e località abitate. Le principali sono quelle di Acquabona (65 m, 42 ab.), Acquaviva (36 m, 75 ab.), Campitelle (25 m, 100 ab.), Campo ai Peri (35 m, 28 ab.), Casa del Duca (30 m, 76 ab.), Enfola (20 m, 25 ab.), Le Foci (15 m, 185 ab.), Norsi (75 m, 179 ab.), Santo Stefano (58 m, 41 ab.), Schiopparello (25 m, 258 ab.), Scotto (19 m, 108 ab.), Valcarene (59 m, 130 ab.), Valle di Lazzaro (25 m, 281 ab.). Del comune fanno parte anche l'isola di Montecristo e lo Scoglio d'Africa.
Da ricordare anche le località minori di Albereto, Brunello, Bucine, Buraccio, Carpani, Colle Reciso, Forno, Ottone, Picchiaie, San Martino, Seccione, Tre Acque, Valdana, Val di Denari e Volterraio.

## Amministrazione

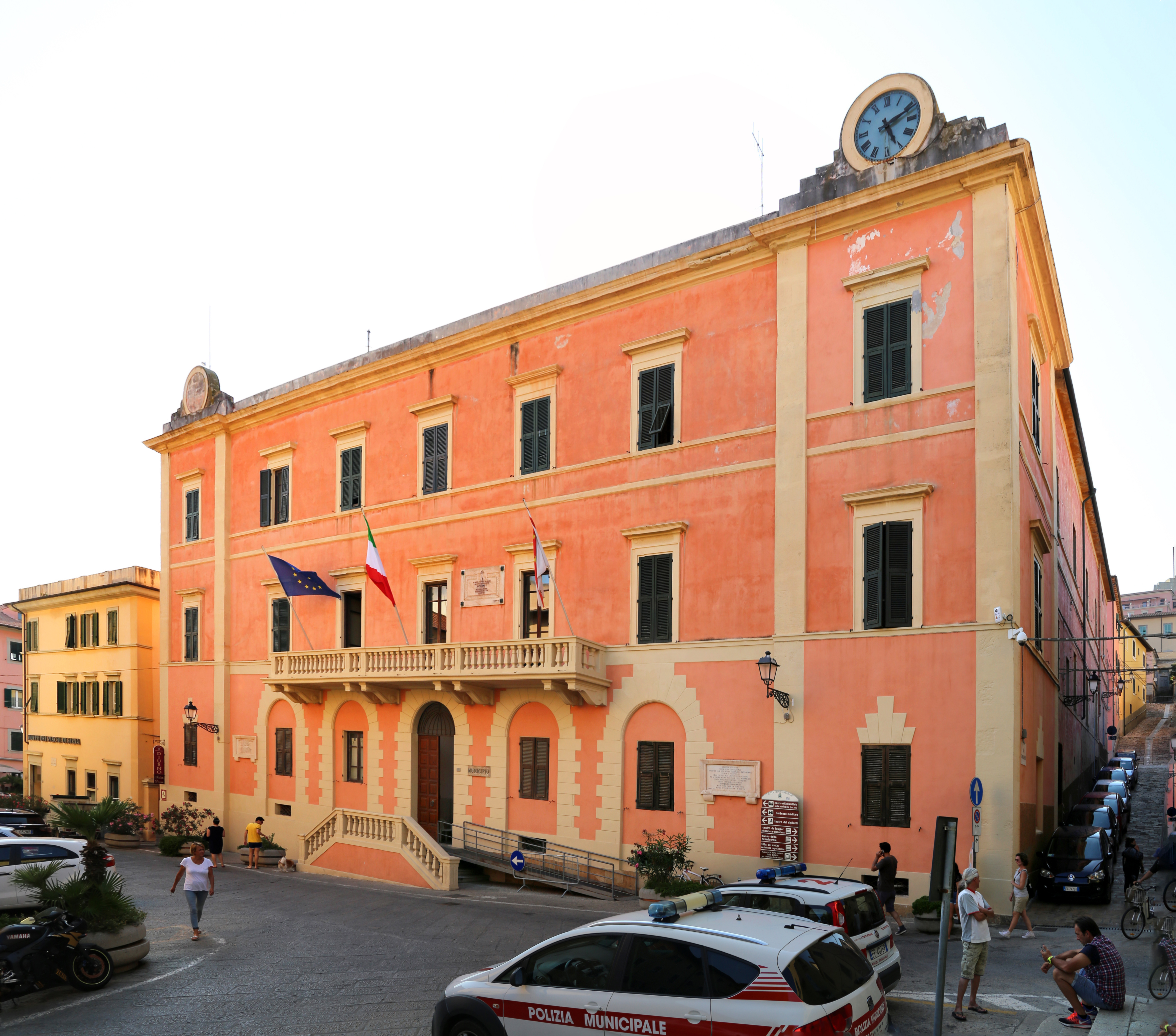
Comune di Portoferraio

| Periodo | Periodo   | Primo cittadino      | Partito         | Carica                  | Note   |
| ------- | --------- | -------------------- | --------------- | ----------------------- | ------ |
| 1946    | 1948      | Frediano Frediani    |                 | Sindaco                 | [ 30 ] |
| 1948    | 1951      | Mario Cascini        |                 | Commissario Prefettizio | [ 30 ] |
| 1951    | 1953      | Elbano Benassi       |                 | Sindaco                 | [ 30 ] |
| 1953    | 1956      | Sauro Giusti         |                 | Sindaco                 | [ 30 ] |
| 1956    | 1957      | Primo Lucchesi       |                 | Sindaco                 | [ 30 ] |
| 1957    | 1961      | Primo Lucchesi       |                 | Sindaco                 | [ 30 ] |
| 1961    | 1962      | Pompei Mario Scelza  |                 | Sindaco                 | [ 30 ] |
| 1962    | 1965      | Primo Lucchesi       |                 | Sindaco                 | [ 30 ] |
| 1966    | 1966      | Armando Raparo       |                 | Commissario Prefettizio | [ 30 ] |
| 1966    | 1966      | Primo Lucchesi       |                 | Sindaco                 | [ 30 ] |
| 1966    | 1968      | Marcello Pacini      |                 | Sindaco                 | [ 30 ] |
| 1968    | 1970      | Michele Villani      |                 | Sindaco                 | [ 30 ] |
| 1970    | 1971      | Elvio Bernardi       |                 | Sindaco                 | [ 30 ] |
| 1971    | 1973      | Giovanni Cecchi      |                 | Sindaco                 | [ 30 ] |
| 1973    | 1978      | Giambattista Fratini |                 | Sindaco                 | [ 30 ] |
| 1978    | 1981      | Giambattista Fratini |                 | Sindaco                 | [ 30 ] |
| 1981    | 1985      | Giuliano Pardi       |                 | Sindaco                 | [ 30 ] |
| 1986    | 1987      | Paolo Locatelli      |                 | Sindaco                 | [ 30 ] |
| 1987    | 1995      | Novaro Chiari        |                 | Sindaco                 |        |
| 1995    | 1999      | Giambattista Fratini | lista civica    | Sindaco                 | [ 31 ] |
| 1999    | 2004      | Giovanni Ageno       | centrodestra    | Sindaco                 | [ 32 ] |
| 2004    | 2009      | Roberto Peria        | centro sinistra | Sindaco                 | [ 32 ] |
| 2009    | 2014      | Roberto Peria        | centro sinistra | Sindaco                 | [ 32 ] |
| 2014    | 2019      | Mario Ferrari        | lista civica    | Sindaco                 | [ 32 ] |
| 2019    | 2024      | Angelo Zini          | lista civica    | Sindaco                 | [ 32 ] |
| 2024    | in carica | Tiziano Nocentini    | lista civica    | Sindaco                 | [ 31 ] |

### Governatori militari della piazzaforte

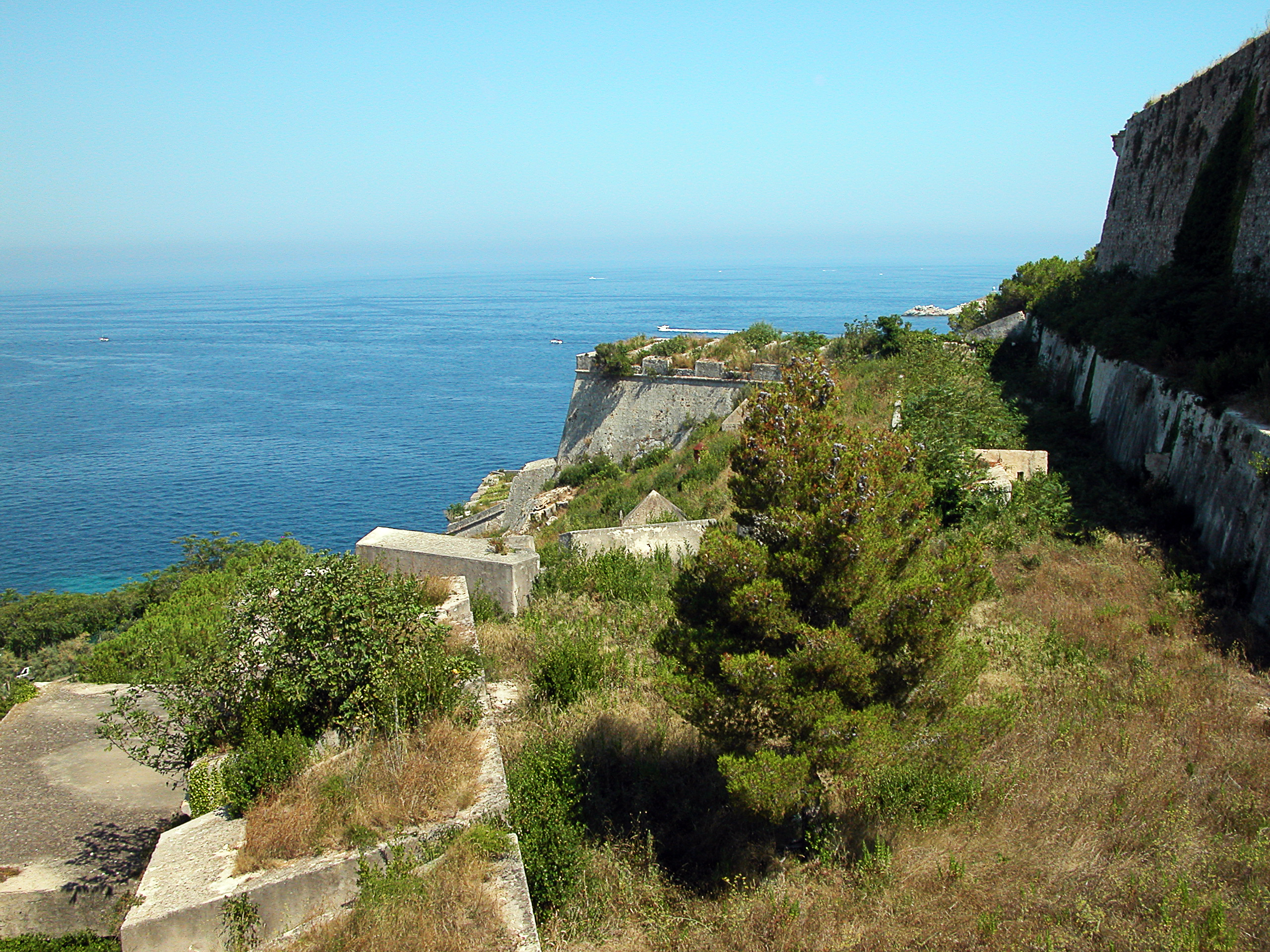
La Fortezza Medici

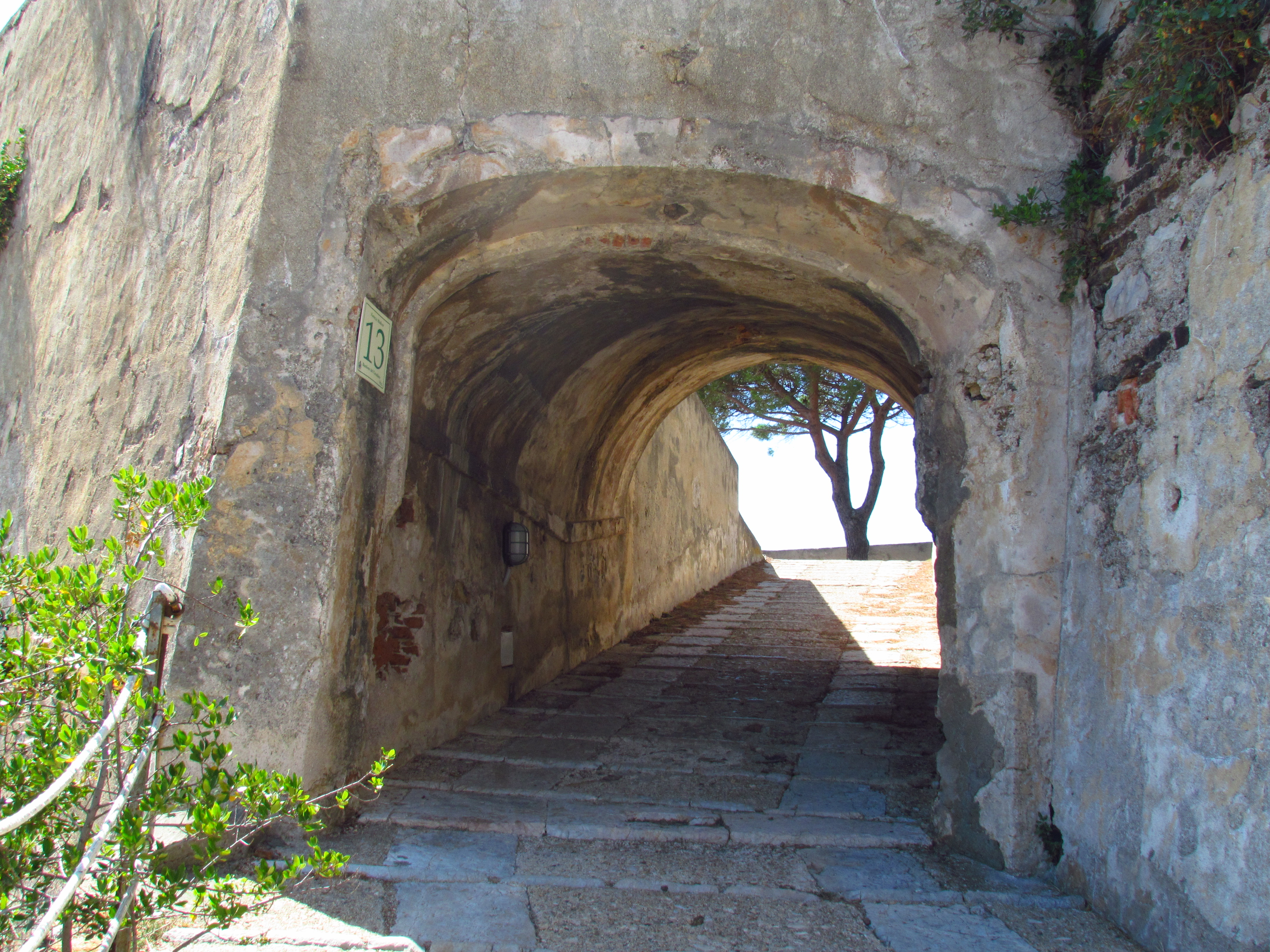
All'interno della Fortezza: Arco che porta alla pineta interna

- Francesco Barbolani da Montauto, 1550
- Angiolo Guicciardini, 1553
- Domenico Attavanti, 1559
- Baldinaccio Martellini, 1563
- Pandolfo Benvenuti, 1564
- Giovan Battista Venturi, 1566
- Giovan Battista Medici, 1569
- Lunetto Attavanti, 1572
- Vincenzo Del Benin, 1575
- Bernardo Masi, 1578
- Domenico Mellini, 1581
- Paolo Sestini, 1584
- Raimondo Mannelli, 1587
- Simone Amidei, 1588
- Simone Lippi, 1590
- Galeazzo Taddei, 1593
- Vincenzo Del Benino, 1594
- Francesco Busini, 1597
- Tommaso Barbadori, 1600
- Antonio Buondelmonti, 1603
- Carlo Fortunati, 1603
- Baccio Frescobaldi, 1610
- Giuliano Capponi, 1613

### Vicegovernatori della piazzaforte
I vicegovernatori o governatori militari dipendevano sotto il regime granducale dai governatori della città di Livorno, divenendo poi dal 1819 governatori dell'intera isola:
- conte Francesco Barbolani da Montauto 1550-1553, da Arezzo
- conte Angiolo Guicciardini - 1557, da Firenze
- Domenico Attavanti - 1559, da Firenze
- Baldinaccio Martellini - 1563, da Firenze
- Pandolfo Benvenuti - 1563, da Firenze
- Giovan Battista Venturi - 1566, da Firenze
- marchese Giovan Battista de' Medici - 1569, da Firenze
- Lunetto Attavanti - 1572, da Firenze
- Vincenzo Del Benino - 1575, da Firenze
- Bernardo Masi - 1578
- Domenico Mellini - 1581
- Paolo Sestini - 1584
- Raimondo Mannelli - 1587
- Simone Amidei - 1588
- Simone Lippi - 1590
- Gaelazzo Taddei - 1593
- Vincenzo Del Benino - 1594
- Francesco Busini - 1597
- Tommaso Barbadori - 1600
- cav. Antonio Buondelmonti - 1603
- Carlo Fortunati - 1607
- cav. Baccio Frescobaldi - 1610, da Firenze
- cav. Giuliano Capponi - 1613, da Firenze
- conte Fabio Guidi - 1616, da Firenze
- marchese Cosimo de' Medici - 1619, da Firenze
- Orazio Barboni di Sorbello - 1621, da Cortona
- conte Marzio Barbolani da Montauto - 1643, da Firenze
- gen. Balidòr Suarez - 1645, spagnolo
- serg. Paolo Cansacchi - 1651, da Amelia
- serg. Pietro Grifoni - 1653, da Firenze
- maresc. Raffaello Conversini - 1655, da Pistoia
- maresc. Tommaso Serristori - 1659, da Firenze
- Raffaello Conversini - 1672
- serg. magg. Dionisio Squarci - 1678, da Siena
- cav. Agostino Borghesi - 1681, da Siena
- maresc. Pietro Paolo Nardi - 1683, da Poppi
- serg. gen. Alfonso Bracciolini - 1684, da Pistoia
- serg. gen. Amerigo Attavanti - 1688, da Firenze
- serg. gen. Marco Tornaquinci - 1701, da Firenze
- serg. Benedetto Guerrini - 1702, da Firenze
- barone serg. Alessandro Del Nero - 1709, da Firenze
- maresc. Gerolamo Niccolini - 1721, da Firenze
- serg. Gaetano Buonsollazzi - 1721, da Firenze
- serg. Carlo Vieri - 1726, da Firenze
- serg. Luigi de' Bardi - 1730, da Firenze
- Giovanni Vincenzo Coresi del Bruno - 1735
- col. don Diego Mody - 1735, spagnolo
- ten. col. don Juan d'Osea - 1736, spagnolo
- col. Raymund De Burck - 1737
- ten. col. Cristiano Holtrapo - 1740
- ten. col. Lorenzo Henart - 1746, lorenese
- ten. col. Leopoldo de Villeneuve - 1773, lorenese
- col. Carlo De Lauger - 1782, lorenese
- ten. col. cav. Paolo Brischieri - 1792, da Genova
- ten. col. barone Giorgio Huezewich - 1796, da Lucca
- Francesco Solerino - 1799, da Firenze
- cap. Antonio De Fera - 1800, francese
- Luigi De Filsen - 1802, francese
- gen. Giuseppe Duart - 1803, francese
- gen. Giovan Battista Rusca - 1806, da Briga
- gen. Hubert Couller 1809-1810, francese
- gen. Pierre Dezeemair - 1810, francese
- gen. barone Jean Baptiste Dalesme -1810, da Limoges
- gen. cav. Antonio Drout -1814, da Nancy
- Cristiano Lapi -1815, da Portoferraio
- gen. barone J. B. Dalesme - 1815
- commissario straordinario Giuseppe Fantoni - 1815, da Fivizzano
- Rambalvo Strassoldo - 1819, da Gorizia
- Luigi Spadini - 1825, da Firenze
- Giuseppe Falchi - 1831, da Volterra
- Giuseppe Giannetti - 1831, da Portoferraio
- Gaetano Bertini - 1839, da Foiano
- conte Carlo Corradino Chigi - 1844, da Siena
- Alberto Cangini - 1848, da Volterra
- col. Antonio Banchi - 1849, da Firenze
- col. Michele Reghini-Costa da Pontremoli

## Sport
A Portoferraio si sono svolte due semitappe della 1ª tappa del Giro d'Italia 1993 (23 maggio), una prova in linea vinta da Moreno Argentin ed una cronometro individuale vinta da Maurizio Fondriest.

### Calcio
L'A.S.D. Audace Isola d'Elba è la squadra di calcio del capoluogo elbano, attualmente militante nel girone D della Prima Categoria Toscana. La società venne fondata il 15 agosto 1905. I colori sociali sono il bianco e il rosso.

### Rugby
L'A.S.D. Elba Rugby è la società rugbistica del paese. Il rugby elbano nasce nel 1976 quando fu organizzata da Francesco Ballini la disputa del 1º Torneo Internazionale della categoria Under 15. Nel novembre 1976 Wilmar Saluz fonda nella scuola media "Giovanni Pascoli" la prima squadra elbana di rugby. Nasce col nome di Scirocco Rugby e negli anni successivi assume il nome di Elba Rugby. Partecipa ai campionati di serie C e raggiunge per tre volte le finali nazionali per l'accesso alla C1 e alla serie B. Attualmente milita nel campionato di serie C.